# Championnat du Mozambique de football 1987
Navigation
Saison 1981 Saison 1991
La saison 1987 du Championnat du Mozambique de football est la douzième édition du championnat de première division au Mozambique. Les clubs participent d'abord à leur championnat régional et les meilleurs de chaque zone se qualifient pour la phase finale nationale. 
C'est le CD Matchedje qui remporte le championnat cette saison après avoir terminé en tête de la poule finale, avec trois points d'avance sur le triple tenant du titre, le CD Maxaquene et Clube Ferroviário da Beira. C'est le tout premier titre de champion du Mozambique de l'histoire du club.

## Les clubs participants
| - Maputo city : - CD Costa do Sol - CD Maxaquene - CD Matchedje - Aguia d'Ouro - Cabo Delgado : - Estrela Vermelha de Pemba - Niassa : - Matchedje de Lichinga - Nampula : - Namutequeliua de Nampula - Texmoque de Nampula - Tete : - Matchedje de Tete | - Zambézia : - Matchedje de Quelimane - Manica : - Textáfrica do Chimoio - Sofala : - Palmeiras de Beira - Clube Ferroviário da Beira - Gaza : - Clube de Gaza - Inhambane : - Nova Aliança - Maputo province : - FC Maragra |

## Compétition

### Tour préliminaire
Les seize clubs qualifiés sont répartis en quatre poules et affrontent une seule fois chacun de leurs adversaires. Seul le premier de chaque groupe se qualifie pour la poule finale.
Groupe 1 :
| Rang | Équipe       | Pts | J | G | N | P | Bp | Bc | Diff |  | Résultats (▼ dom., ► ext.) | Mat | Agu | Mar | Nov |
| ---- | ------------ | --- | - | - | - | - | -- | -- | ---- |  | -------------------------- | --- | --- | --- | --- |
| 1    | CD Matchedje | 6   | 3 | 3 | 0 | 0 | 9  | 2  | +7   |  | CD Matchedje               |     | 2-1 | 3-1 | 2-1 |
| 2    | Aguia d'Ouro | 4   | 3 | 2 | 0 | 1 | 6  | 4  | +2   |  | Aguia d'Ouro               |     |     | 3-1 | 2-1 |
| 3    | FC Maragra   | 1   | 3 | 0 | 1 | 2 | 4  | 8  | -4   |  | FC Maragra                 |     |     |     | 2-2 |
| 4    | Nova Aliança | 1   | 3 | 0 | 1 | 2 | 3  | 8  | -5   |  | Nova Aliança               |     |     |     |     |

Groupe 2 :
| Rang | Équipe                | Pts | J | G | N | P | Bp | Bc | Diff |  | Résultats (▼ dom., ► ext.) | Max | Tex | Pal | Mat |
| ---- | --------------------- | --- | - | - | - | - | -- | -- | ---- |  | -------------------------- | --- | --- | --- | --- |
| 1    | CD Maxaquene          | 4   | 3 | 2 | 0 | 1 | 6  | 2  | +4   |  | CD Maxaquene               |     | 1-0 | 1-2 | 4-0 |
| 2    | Textáfrica do Chimoio | 3   | 3 | 1 | 1 | 1 | 4  | 3  | +1   |  | Textáfrica do Chimoio      |     |     | 0-0 | 4-2 |
| 3    | Palmeiras de Beira    | 3   | 3 | 1 | 1 | 1 | 4  | 4  | 0    |  | Palmeiras de Beira         |     |     |     | 2-3 |
| 4    | Matchedje de Tete     | 2   | 3 | 1 | 0 | 2 | 5  | 10 | -5   |  | Matchedje de Tete          |     |     |     |     |

Groupe 3 :
| Rang | Équipe                     | Pts | J | G | N | P | Bp | Bc | Diff |  | Résultats (▼ dom., ► ext.) | Fer | Cos | Gaz | Mat |
| ---- | -------------------------- | --- | - | - | - | - | -- | -- | ---- |  | -------------------------- | --- | --- | --- | --- |
| 1    | Clube Ferroviário da Beira | 5   | 3 | 2 | 1 | 0 | 9  | 3  | +6   |  | Clube Ferroviário da Beira |     | 2-0 | 2-2 | 5-1 |
| 2    | CD Costa do Sol            | 4   | 3 | 2 | 0 | 1 | 4  | 3  | +1   |  | CD Costa do Sol            |     |     | 1-0 | 3-1 |
| 3    | Clube de Gaza              | 2   | 3 | 0 | 2 | 1 | 3  | 4  | -1   |  | Clube de Gaza              |     |     |     | 1-1 |
| 4    | Matchedje de Quelimane     | 1   | 3 | 0 | 1 | 2 | 3  | 9  | -6   |  | Matchedje de Quelimane     |     |     |     |     |

Groupe 4 :
| Rang | Équipe                    | Pts | J | G | N | P | Bp | Bc | Diff |  | Résultats (▼ dom., ► ext.) | Nam | Mat | Tex | Est |
| ---- | ------------------------- | --- | - | - | - | - | -- | -- | ---- |  | -------------------------- | --- | --- | --- | --- |
| 1    | Namutequeliua de Nampula  | 6   | 3 | 3 | 0 | 0 | 15 | 4  | +11  |  | Namutequeliua de Nampula   |     | 5-3 | 4-1 | 6-0 |
| 2    | Matchedje de Lichinga     | 4   | 3 | 2 | 0 | 1 | 14 | 7  | +7   |  | Matchedje de Lichinga      |     |     | 5-1 | 6-1 |
| 3    | Texmoque de Nampula       | 2   | 3 | 1 | 0 | 2 | 4  | 10 | -6   |  | Texmoque de Nampula        |     |     |     | 2-1 |
| 4    | Estrela Vermelha de Pemba | 0   | 3 | 0 | 0 | 3 | 2  | 14 | -12  |  | Estrela Vermelha de Pemba  |     |     |     |     |

### Poule finale
Tous les matchs sont disputés à l'Estadio Nacional da Machava de Maputo du 2 au 25 octobre 1987.
| Rang | Équipe                     | Pts | J | G | N | P | Bp | Bc | Diff |  | Résultats (▼ dom., ► ext.) | Mat | Max   | Fer   | Nam   |
| ---- | -------------------------- | --- | - | - | - | - | -- | -- | ---- |  | -------------------------- | --- | ----- | ----- | ----- |
| 1    | CD Matchedje               | 9   | 6 | 4 | 1 | 1 | 10 | 4  | +6   |  | CD Matchedje               |     | perdu | gagné | gagné |
| 2    | CD MaxaqueneT              | 6   | 6 | 3 | 0 | 3 | 8  | 8  | 0    |  | CD MaxaqueneT              | 0-2 |       | gagné | 1-3   |
| 3    | Clube Ferroviário da Beira | 6   | 6 | 2 | 2 | 2 | 8  | 10 | -2   |  | Clube Ferroviário da Beira | 1-1 | 2-0   |       | 1-1   |
| 4    | Namutequeliua de Nampula   | 3   | 6 | 1 | 1 | 4 | 7  | 11 | -4   |  | Namutequeliua de Nampula   | 0-1 | perdu | perdu |       |

|  | Qualification pour la Coupe des clubs champions africains 1988 |

## Bilan de la saison
| Championnat du Mozambique de football 1987 |                          |
| Champion                                   | CD Matchedje (1er titre) |
| Coupes et trophées                         |                          |
| Vainqueur de la Coupe du Mozambique 1987   | CD Maxaquene             |
| Qualifications continentales               |                          |
| Coupe des clubs champions africains 1988   | CD Matchedje             |
| Coupe des Coupes 1988                      | CD Maxaquene             |
| Promotions et relégations                  |                          |
| Promus en Moçambola                        | Aucun                    |
| Relégués                                   | Aucun                    |